# Фермата (предаване)
„Фермата“ (на английски: The Farm) е българска версия на създаденото в Швеция едноименно риалити шоу. Форматът се провежда и излъчва в над 30 държави по света. Българската версия започва да се излъчва на 13 септември 2015 г. по bTV. Водещи и продуценти са Иван Христов и Андрей Арнаудов.

## Описание
От 2019 година издателство „Буктрейдинг“ издава поредицата с алманаси „Фермата – Алманах“, съдържащи любопитни факти от различни области:
- история на България[4] – Павлов, Пламен и др. „Алманах. История на българщината“.   София, Буктрейдинг, 2019. ISBN 978-619-188-321-9.[5]
- български обичаи – Банкова, Петя и др. „Алманах. Традиции и празници на българите“.   София, Буктрейдинг, 2020. ISBN 978-619-91642-1-1.[6]
- българското етнокултурно пространство извън границите на България[7] – Павлов, Пламен и др. „Алманах. По следите на България“.   София, Буктрейдинг, 2021. ISBN 978-619-91642-2-8.[8]
- разнообразие на диворастящи гъби, лечебни растения и минерални извори[9] – Бучкова, Цвета. и др. „Алманах. Природните богатства на България“. София, Буктрейдинг, 2022.
- петото издание на „Алманаха“ е свързано с Апостола на свободата на България: Васил Левски – Павлов, Пламен. „Алманах. Васил Левски: стратег и творец на революцията“. София, A&T Publishing, 2023.

## Елиминации
Освен предизвикателството за участниците да се справят с тежките условия на живот във „Фермата“, всяка седмица един от тях отпада. В края на всяка седмица двама участници се изправят един срещу друг в елиминационен дуел на арената.
Дуелите тестват силата, сръчността и фермерските знания на двамата дуелисти. Първият дуелист сам избира своя опонент от същия пол. Вторият има правото да разпредели точките на битките за дуела. В деня на дуела чрез видеовръзка дуелистите получават подкрепа от своите близки или приятели.

## Сезони

### Телевизионно излъчване
| № | Име                            | ТВ канал | Година | Старт        | Финал       | Епизоди | Излъчване                                                                          | Дни | Локация                      | Участници | Победител        | Награда     |
| - | ------------------------------ | -------- | ------ | ------------ | ----------- | ------- | ---------------------------------------------------------------------------------- | --- | ---------------------------- | --------- | ---------------- | ----------- |
| 1 | „Фермата: 100 години назад“    | bTV      | 2015   | 13 септември | 20 декември | 71      | понеделник – четвъртък, 21:30/21:00 – 22:30; дуели: неделя, 20:00 – 22:30          | 99  | с. Своде, обл. София         | 16        | Райно Узунов     | 100 000 лв. |
| 2 | „Фермата: Земята дава сила“    | bTV      | 2016   | 11 септември | 18 декември | 71      | понеделник – четвъртък, 21:00 – 22:30; дуели: неделя, 20:00 – 22:30                | 99  | с. Боснек, обл. Перник       | 19        | Стоян Спасов     | 100 000 лв. |
| 3 | „Фермата: Ново начало“         | bTV      | 2017   | 10 септември | 17 декември | 85      | понеделник – петък, 21:00 – 22:30; дуели: неделя, 20:00 – 22:00                    | 99  | до яз. Студена, обл. Перник  | 22        | Яни Андреев      | 100 000 лв. |
| 4 | „Фермата: Съединение“          | bTV      | 2018   | 7 септември  | 16 декември | 85      | понеделник – петък, 21:00 – 22:30; дуели: неделя, 20:00 – 22:00                    | 101 | с. Горна Диканя, обл. Перник | 21        | Деян Каменов     | 100 000 лв. |
| 5 | „Фермата: Нов свят“            | bTV      | 2019   | 6 септември  | 14 декември | 85      | понеделник – петък, 21:00 – 22:30; дуели: събота, 20:00 – 22:00                    | 100 | с. Горна Диканя, обл. Перник | 22        | Веселка Маринова | 100 000 лв. |
| 6 | „Фермата: Пътят на една мечта“ | bTV      | 2020   | 5 септември  | 12 декември | 85      | понеделник – петък, 21:00 – 22:30; дуели: събота, 20:00 – 22:00                    | 99  | с. Железница, обл. София     | 21        | Ваня Илиева      | 100 000 лв. |
| 7 | „Фермата: Време за пробуждане“ | bTV      | 2021   | 11 септември | 18 декември | 85      | понеделник – петък, 21:00 – 22:30; дуели: събота, 20:00 – 22:00                    | 99  | Шумски манастир, обл. София  | 22        | Живка Ролева     | 100 000 лв. |
| 8 | „Фермата: Мостът на времето“   | bTV      | 2022   | 3 септември  | 10 декември | 85      | понеделник – петък, 21:00 – 22:30; дуели: събота, 20:00 – 22:00                    | 99  | до яз. Диканя, обл. Перник   | 27        | Веселка Маринова | 100 000 лв. |
| 9 | „Фермата: Нишката на живота“   | bTV      | 2023   | 4 септември  | 8 декември  | 57      | дуели: понеделник, 20:00 – 23:00; вторник – четвъртък, 21:00 – 23:00/20:00 – 22:00 | 96  | с. Боснек, обл. Перник       | 25        | Костадин Велков  | 100 000 лв. |

### Съпътстващи продукции и стопани
Със старта на третия сезон на предаването bTV започва излъчването и на съпътстващи продукции. Първоначално са само в онлайн среда на официалния сайт на шоуто, но година по-късно – със старта на четвъртия сезон медиата започва и радио рубрики в ефира на bTV Radio.
| Сезон | Онлайн                                                          | Радио                        | Стопани на Фермата                 |
| ----- | --------------------------------------------------------------- | ---------------------------- | ---------------------------------- |
| 1     | —                                                               | —                            | Георги Михайлов                    |
| 2     | —                                                               | —                            | сем. Благовеста и Николай Василеви |
| 3     | „Горан от гората“ с Горан Иванов 30 епизода                     | —                            | сем. Благовеста и Николай Василеви |
| 4     | „Горан и фермерите“ с Горан Иванов и Ваня Джаферович 44 епизода | „Българи с посока“ (сезон 1) | сем. Благовеста и Николай Василеви |
| 5     | „Животът зад Фермата“ с Мирон Крумов (сезон 1) 42 епизода       | „Българи с посока“ (сезон 2) | Росен Николаев и Марин Петров      |
| 6     | „Животът зад Фермата“ с Мирон Крумов (сезон 2) 42 епизода       | „Българи с посока“ (сезон 3) | Андрей Иванов                      |
| 7     | „Животът зад Фермата“ с Мирон Крумов (сезон 3) 42 епизода       | „Българи с посока“ (сезон 4) | —                                  |
| 8     | „Животът зад Фермата“ с Мирон Крумов (сезон 4) 42 епизода       | „Българи с посока“ (сезон 5) | сем. Благовеста и Николай Василеви |
| 9     | „Животът зад Фермата“ с Мирон Крумов (сезон 5) 28 епизода       | „Българи с посока“ (сезон 6) | Венцислав Узунов                   |